# Ommatius jamaicensis
Ommatius jamaicensis là một loài ruồi trong họ Asilidae. Ommatius jamaicensis được Farr miêu tả năm 1965. Loài này phân bố ở vùng Tân nhiệt đới.